# Zuhaitz Gurrutxaga
Zuhaitz Gurrutxaga Loiola (Elgóibar, Guipúzcoa, 23 de noviembre de 1980) es un exfutbolista español que se desempeñaba como defensa.
Ha narrado su vida futbolística en un libro escrito junto al periodista Ander Izagirre titulado Subcampeón.

## Trayectoria
Se formó en las categorías inferiores de la Real Sociedad. Zuhaitz hizo su debut con la Real Sociedad, el 23 de enero del año 2000, frente al Atlético de Madrid y acabó expulsado. A pesar de ello, el técnico Javier Clemente siguió contando con el joven central el resto de la temporada. Tras la marcha del entrenador baracaldés, apenas jugó dieciséis partidos en los siguientes tres años, por lo que en enero de 2004 se marchó cedido al Algeciras CF.
En la temporada 2004-05 firmó por el Rayo Vallecano de Segunda B, aunque no tuvo protagonismo. En 2005 se marchó al Real Unión, donde pasó una temporada con pocos minutos. También jugó en la SD Lemona y el Zamora CF, donde sí jugó como titular. Así, en 2008 regresó al Real Unión con el que logró el ascenso a Segunda División en 2009. En esa misma temporada, participó en la histórica eliminación del Real Madrid en el Santiago Bernabéu de la Copa del Rey.
En 2010 regresó a la SD Lemona, donde jugó dos temporadas. Su última temporada como profesional fue en las filas de la SD Beasáin.

## Selección nacional
El 10 de mayo de 1997 conquistó la Eurocopa sub-16 con la selección española sub-16. También participó en el Mundial sub-17 de 1997, donde coincidió con Xavi Hernández e Iker Casillas.
Fue internacional sub-21 en una ocasión en un amistoso, disputado el 15 de enero del 2000, ante Alemania.

## Clubes
| Club                        | País   | Año       |
| --------------------------- | ------ | --------- |
| Real Sociedad de Fútbol "B" | España | 1998-2000 |
| Real Sociedad de Fútbol     | España | 1999-2003 |
| Algeciras C. F.             | España | 2004      |
| Rayo Vallecano de Madrid    | España | 2004-2005 |
| Real Unión Club             | España | 2005-2006 |
| S. D. Lemona                | España | 2006-2007 |
| Zamora C.F.                 | España | 2007-2008 |
| Real Unión Club             | España | 2008-2010 |
| S. D. Lemona                | España | 2010-2012 |
| S. D. Beasáin               | España | 2012-2013 |

## Palmarés
| Título          | Equipo          | Año  |
| --------------- | --------------- | ---- |
| Eurocopa sub-16 | España (sub-16) | 1997 |

## Vida posterior
Poco antes de su retirada, en 2011, formó un grupo musical llamado Van Popel. Además, desde el fin de su carrera deportiva, ejerce de presentador de televisión en la versión en euskera de la emisora Euskal Telebista, y actúa como humorista haciendo monólogos.
En noviembre de 2023, publicó, con la editorial Libros del KO, Subcampeón, el libro, escrito a cuatro manos con el escritor y periodista Ander Izagirre, en el que el que repasa su carrera, plagada de anécdotas, y también narra los problemas mentales que le ocasionó el no haber tenido las herramientas para gestionar la presión a la que un deportista profesional está expuesto.